# Kościół Najświętszej Marii Panny w Ingolstadt

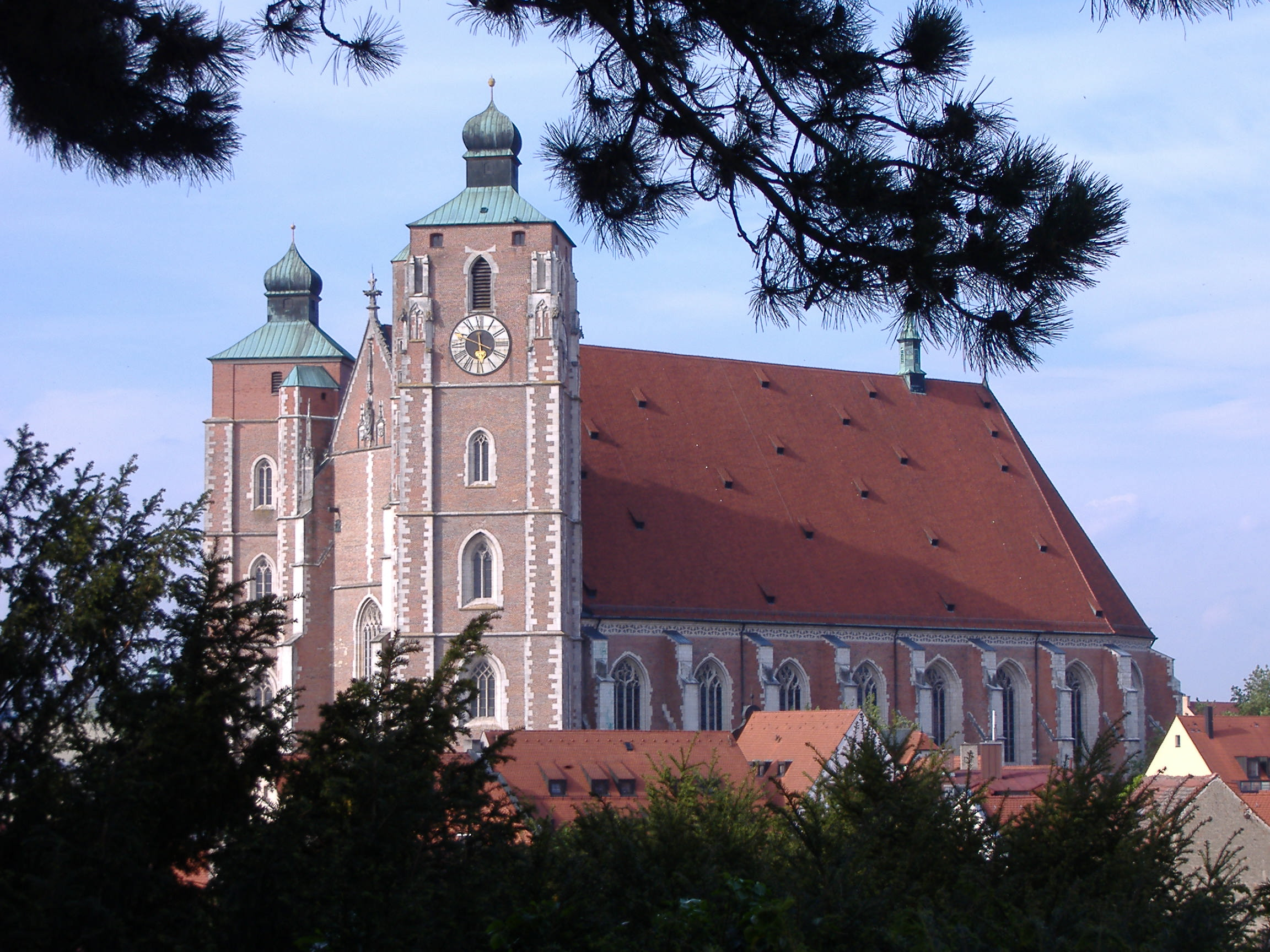
Kościół Najświętszej Marii Panny w Ingolstadt

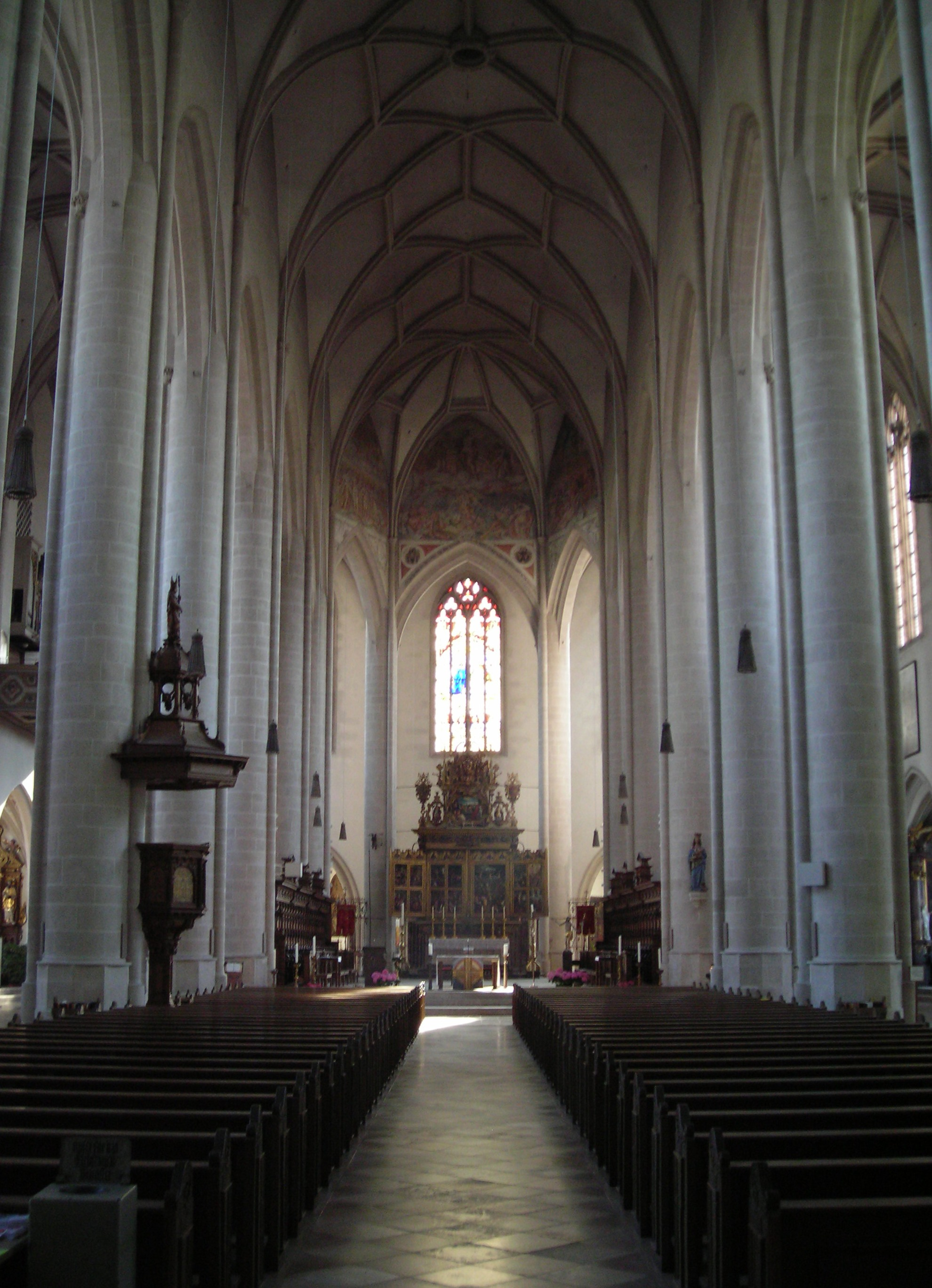
Wnętrze kościoła

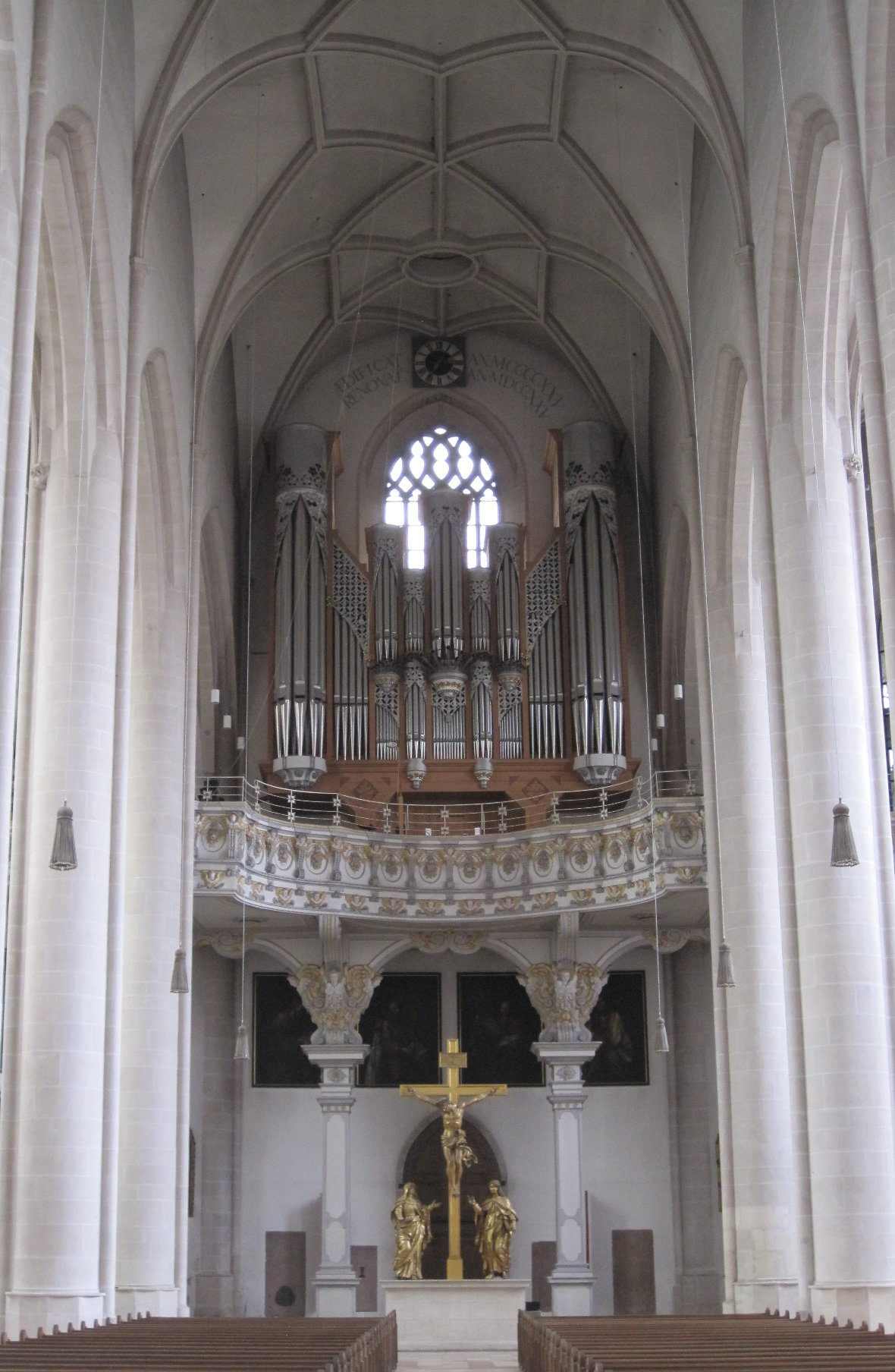
Organy

Kościół Najświętszej Marii Panny w Ingolstadt (niem. Münster Zur Schönen Unserer Lieben Frau; Liebfrauenmünster) – kościół katolicki w Ingolstadt w Bawarii, w Niemczech.
Kościół reprezentuje architekturę późnego gotyku. Jego budowę, finansowaną ze środków księcia Ludwika VII Bawarskiego z dynastii Wittelsbachów, rozpoczęto w 1425 r., gdy ludność miasta przekroczyła już liczbę 4000. Budowa, realizowana etapami, została ukończona (w zakresie naw) sto lat później. Do 1447 r. był kościołem dworskim i miejscem pochówku tutejszych książąt, w latach 1472–1800 kościołem uniwersyteckim, a od 1974 r. pełni rolę katedry. W odróżnieniu od znacznie starszego kościoła św. Maurycego, zwanego „Niższą Farą”  (niem. Untere Pfarr), kościół NMP niemal od początku zaczęto nazywać „Wyższą Farą” (niem. Obere Pfarr).
Jest to potężna, murowana, kamienno-ceglana, trójnawowa konstrukcja halowa, swym układem zbliżona jednak do pseudobazyliki, z obejściem, bez wyodrębnionego prezbiterium i bez transeptu. Orientowana, otoczona ciągiem wydatnych przypór, nakryta jest wysokim dachem z sygnaturką na kalenicy. Od strony zachodniej dwie kwadratowe wieże nierównej wysokości, z których budowę północnej (niższej) ukończono dopiero w 1799 r. Dostawione do narożników korpusu pod kątem 45°, wieże te stanowią charakterystyczny, rozpoznawalny element architektoniczny świątyni. Przestrzenie pomiędzy przyporami wypełnia ciąg kaplic otwartych do wnętrza kościoła.
Podstawowe wymiary budowli są następujące:
- długość nawy głównej – 89 m;
- szerokość całkowita – 37 m;
- wysokość nawy głównej – 28 m;
- wysokość naw bocznych –  23 m;
- wysokość do kalenicy dachu – 62 m;
- wysokość wież – 62 m (północna) i 69 m (południowa).

W świątyni zachowało się szereg wybitnych dzieł sztuki rzeźbiarskiej i malarskiej od gotyku po XIX w. Wspaniały gotycko-renesansowy ołtarz główny autorstwa Hansa Mielicha pochodzi z 1572 r. Został on wystawiony dla uczczenia 100. rocznicy założenia tutejszego uniwersytetu. Trzy malowidła na tylnej stronie ołtarza przedstawiają dysputę św. Katarzyny Aleksandryjskiej z pięćdziesięcioma pogańskimi mędrcami. Zwracają uwagę wspaniałe witraże w oknach chóru wschodniego, pochodzące z przełomu XV i XVI w. oraz epitafia wybitnych teologów, profesorów tutejszego uniwersytetu i proboszczów kościoła: Johanna Mainbergera (+1475), Johannesa Permettera (+1505) i Alberta Hungera (+1604).
Neogotyckie sakramentarium wykonał w 1861 r. monachijski rzeźbiarz Anselm Sickinger według projektu Edmund Beyschlaga z Eichstätt. Nowe organy o 70 rejestrach w chórze zachodnim, wykonane w bońskiej firmie Johannesa Klaisa, pochodzą z 1977 r.
W wieży południowej znajduje się obecnie tzw. Skarbiec z ekspozycją cennych aparamentów kościelnych (naczynia i szaty liturgiczne, relikwiarze itp.).